# Kerbogha

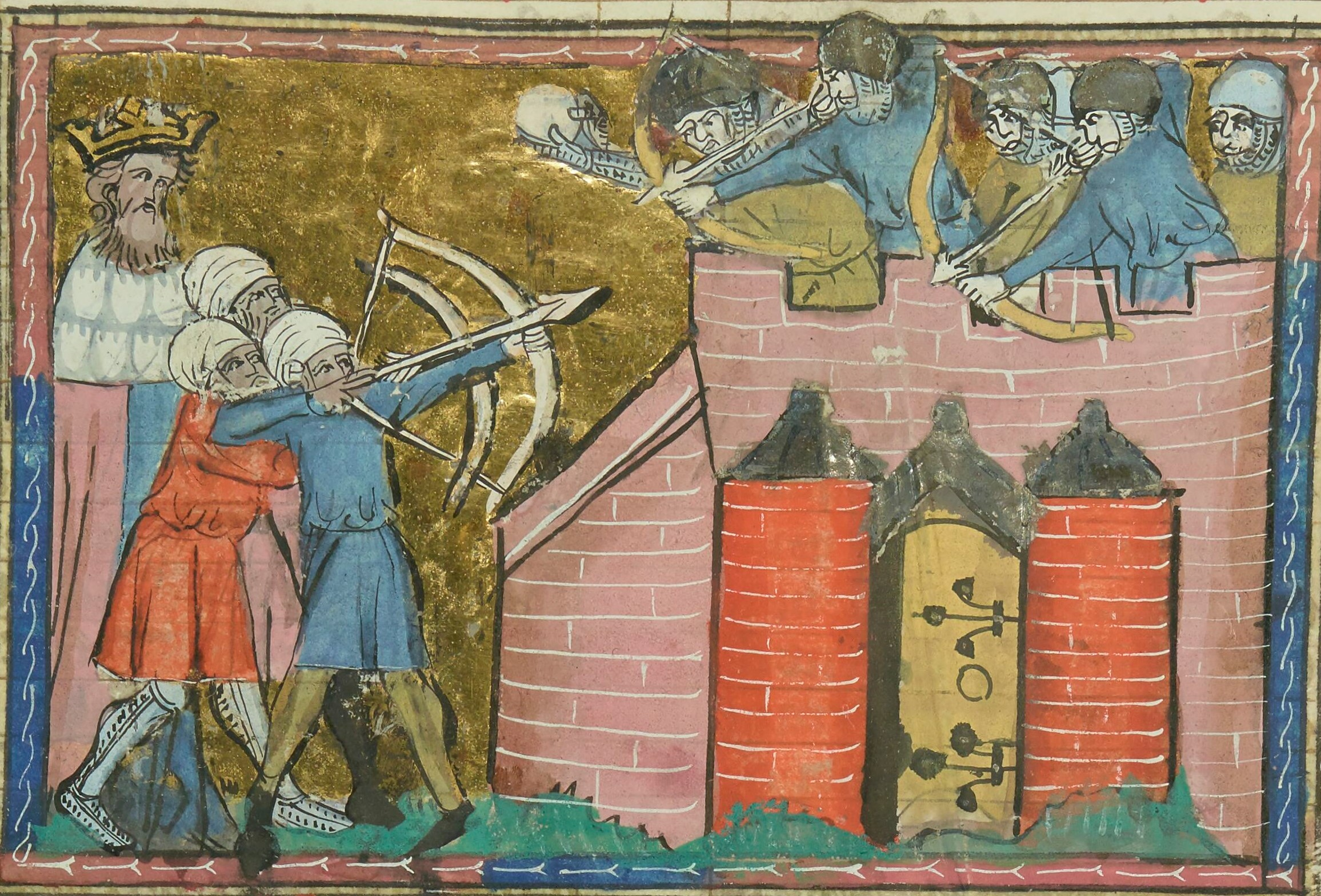
Kerbogha en el sitio de Antioquía

Kerbogha (كربغا en árabe, Kürboğa en turco), fue un atabeg de Mosul durante la Primera Cruzada.
En 1098, cuando este general de renombre supo que los cruzados habían cercado Antioquía, partió con su ejército para auxiliar la ciudad.· Cuando llegó al sitio, el 7 de junio, descubrió que los cristianos habían tomado la ciudad cuatro días antes, masacrando a los habitantes musulmanes. Incapaces de reabastecer la ciudad antes de la llegada de Kerbogha, éste ahora cercaba a los sitiadores de Antioquía.
Pedro el Ermitaño había sido enviado como emisario por los líderes cristianos para sugerir al general Kerbogha que la posesión de la ciudad fuera decidida en duelo, pero Kerbogha lo rechazó, ya que estaba en situación ventajosa.
Durante el cerco, el monje y místico Pedro Bartolomé afirmó haber descubierto la Lanza Sagrada que hirió el flanco de Cristo en la cruz después de tener visiones de San Andrés. Muchos, incluyendo el legado papal Ademar de Monteil, obispo de Le Puy, y el líder cruzado Bohemundo de Tarento, creían que Pedro era un charlatán y que había traído un pedazo de hierro, fingiendo encontrarlo en la iglesia de San Pedro, no así los seguidores de Raimundo IV de Tolosa. Para el general Kerbogha este descubrimiento fue desastroso, ya que el hecho aumentó la moral de los cruzados.
Al mismo tiempo ocurrieron disputas y luchas internas en el ejército musulmán. El 28 de junio, cuando Bohemundo de Tarento decidió atacar, Kerbogha fue sorprendido porque había recibido informaciones de un ejército cristiano débil y desorganizado. En vez de eso, se enfrentó a fuerzas motivadas y unidas, en parte debido al misticismo de la reliquia cristiana, mientras que su propio ejército mostraba señales de disensión. Forzado a retirarse volvió hacia Mosul en desgracia.
Un cronista francés de las cruzadas transcribió su nombre a Corbaran.